# Daniel dans la fosse aux lions (film)
Daniel dans la fosse aux lions est un film muet français réalisé par Louis Feuillade sorti en 1908.

## Distribution
- Georges Wague
- Alice Tissot
- Renée Carl